# Korean Association of Athletics Federations
La Federazione coreana di atletica leggera (in coreano 대한육상경기연맹) è la federazione di atletica leggera della Corea del Sud con sede a Seul. Volendo essere l'erede della federazione della Corea unificata del 1945, porta solo il nome di "coreano" e il suo codice internazionale è KOR. Organizza i XIII Campionati mondiali di atletica leggera a Taegu nel 2011. Riporta al Comitato Olimpico Coreano e all'Associazione asiatica di atletica leggera. È affiliata alla IAAF dal 1947.
Il suo acronimo è KAAF che era prima l'acronimo di Korean Amateur Athletic Federation e poi di Korean Association of Athletics Federations (KAAF).
Nel 2011, il presidente della KAAF era Shin Pil-yul mentre il segretario generale è Hwang Kyu-hoon.